# A.E. Hotchner

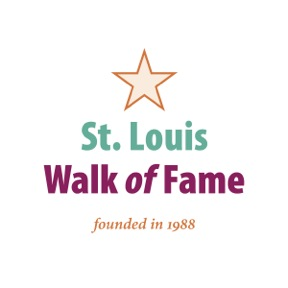
A.E. Hotchner heeft een ster in de St. Louis Walk of Fame

Aaron Edward "A.E." Hotchner (St. Louis, Missouri, 28 juni 1917 – Westport, 15 februari 2020) was een Amerikaans schrijver.

## Leven
Aaron Edward Hotchner was de zoon van de advocaat Samuel Hotchner en de secretaresse Sally Rossman. Hij bezocht de Soldan International Studies High School. In 1940 studeerde hij af aan Washington University in St. Louis als in bachelor in geschiedenis en doctor in de rechten. Hij werkte kort als advocaat, maar in de Tweede Wereldoorlog diende hij bij het United States Army Air Corps als journalist. Na de oorlog liet hij de rechten varen en besloot hij schrijver te worden. Zijn artikels verschenen in vooraanstaande magazines en kranten.
In 1948 ontmoette hij Ernest Hemingway en ze bleven vrienden. Hotchner schreef in 1966 de biografie Papa Hemingway. Hij had ook werk van Hemingway bewerkt voor toneelstukken en televisie.
In 1982 werd zijn toneelstuk Sweet Prince gespeeld Off-Broadway in het theater Off-Park met Keir Dullea en Ian Abercrombie in de hoofdrollen.
De film King of the Hill bevat Hotchners herinneringen aan zijn kindertijd in St. Louis gedurende de Great Depression. Het werd in 1993 verfilmd in regie van Steven Soderbergh.
Hotchner kreeg een ster in de St. Louis Walk of Fame.
Hotchner trouwde in 1949 met Geraldine Mavor. Na haar dood in 1969 hertrouwde hij in 1970 met Ursula Robbins, maar ze scheidden in 1995. Hij hertrouwde in 2003 met Virginia Kiser.
Hotchner woonde in Westport, Connecticut. Tezamen met zijn buur en vriend Paul Newman richtte hij in 1982 het voedingsmerk Newman's Own op, waarvan alle winst gaat naar goede doelen, waaronder hun Hole in the Wall Gang Camp dat ze in 1988 stichtten voor zwaar zieke kinderen.